# Meyer Lansky
Meyer Lansky, geboren als Maier Suchowljansky (Grodno (tegenwoordig Hrodna), 4 juli 1902 – Miami Beach (Florida), 15 januari 1983) was een Amerikaanse gangster. Hij wordt wel omschreven als een van de grondleggers dan wel "de voornaamste architect van de Amerikaanse georganiseerde misdaad".
Samen met Lucky Luciano transformeerde Lansky in de jaren twintig en dertig de rivaliserende straatbendes en de multi-etnische clans (waaronder de traditionele maffia) in een nationaal misdaadnetwerk waarin het economisch nut moest prevaleren boven onderlinge verschillen. "Net als zijn mentor: Arnold Rothstein, lag de basis voor Lansky niet in een bende maar in de gokindustrie als zodanig."

## Jeugd en beginjaren
Lansky werd geboren in Grodno, dat indertijd behoorde tot het Russische rijk, maar tegenwoordig in Wit-Rusland ligt. Hij groeide op in een Joods-Pools gezin. Zijn familie vertrok in 1911 naar Amerika, en kwam in New York terecht. In de Verenigde Staten veranderde hij zijn naam in Meyer Lansky. Op school kwam Lansky in contact met Charles Luciano, die zijn schoolgenootjes van hun geld beroofde. Lansky weigerde echter te betalen en na een gevecht was Luciano onder de indruk van Lansky, waarmee een vriendschap voor het leven ontstond.
Al op jonge leeftijd raakte Lansky in New Yorks Lower East side betrokken bij het zogenaamde “Craps”, een straatdobbelspel dat direct een grote aantrekkingskracht op hem uitoefende. Met zijn uitgesproken mathematische aanleg had hij snel in de gaten dat er geld mee te verdienen viel, althans niet door mee te doen maar als de “banker”: de organisator van het spel. Hij zou daar later zelf over zeggen dat: “de winnaars degenen zijn die het spel bestieren”. Tussen 1914-1920 raakten Lansky en zijn broer Jake (die in de schaduw van zijn broer actief bleef in de gokindustrie) bevriend met Benjamin “Bugsy” Siegel, die reeds berucht was met zijn bende in de omgeving van Grand Street. Lansky had het talent om het gewelddadige karakter van Siegel te temperen. Ze waren elkaars tegenpolen; Lansky bedachtzaam, Siegel opvliegend en als team zouden zij weldra bekendstaan als de “Bug and Meyer mob”.
Hoewel de gokindustrie zijn hoofdactiviteit zou worden verdiende ook Lansky zijn eerste kapitaal tijdens de drooglegging. Terwijl zijn directe Italiaanse bondgenoten zoals Charlie Luciano, Frank Costello en Frank Adonis zich aansloten bij de maffiafamilie van Joe “the Boss” Masseria, waren Lansky en Siegel vanwege hun Joodse afkomst genoodzaakt hun eigen groep te vormen. Het was om die reden dat ‘The Bug and Meyer Mob’ zich tijdens de drooglegging als een relatieve buitenstaander in de Italiaanse onderwereld tot een professionele groep kon ontwikkelen die zelf drank transporteerde maar tevens klaarstond om de dranksmokkel van bondgenoten te bewaken. Het was een gezelschap van chauffeurs, kapers en  professionele moordenaars die voor iedereen die betaalde klaar stond.  De voornaamste klant was ongetwijfeld de “Broadway mob” onder leiding van Joe Adonis: een dranksmokkel- en distributiegroep die gefinancierd werd door Arnold Rothstein en waarin Luciano en Costello de dagelijkse werkzaamheden voor hun rekening namen. Toen Adonis zijn activiteiten uitbreidde in Brooklyn, Manhattan en New Jersey en betrokken raakte in de drankoorlog, werd al snel duidelijk voor hem en zijn bondgenoten dat het goedkoper was indien zij Lansky en Siegel partner zouden maken.

## Misdaad en samenwerking
The 'Broadway-mob' was een unieke multi-etnische combinatie. Een succesformule en een regionale voorbode op wat in 1929 tot de eerste misdaadconferentie in Atlantic City zou leiden en in 1931 tot een werkelijk nationaal misdaad netwerk. Luciano en Lansky, en op de achtergrond niet te vergeten Arnold Rothstein, (1882-1928) en Johnny Torrio (1882-1957) hebben daarvoor het cruciale handwerk verricht. Feitelijk werd de noodzaak tot samenwerking tijdens de drooglegging voor het eerst gezien door Torrio, die zich in 1925 had teruggetrokken uit de dranksmokkel en in Chicago was opgevolgd door Al Capone. Torrio keerde terug naar New York waar het idee van het organiseren van rivaliserende drankbendes, iets waarmee hij in Chicago had geëxperimenteerd, snel werd omhelsd door de nieuwe maffiageneratie.
Dit samenspel van personen en ideeën zou uiteindelijk leiden tot een machtig dranksmokkelkartel, bestaande uit 7 groeperingen uit New York, Boston en Philadelphia, dat los van de traditionele maffiaclans en onder leiding van Luciano, Costello en Lansky de misdaad naar een nationaal niveau bracht. Bendeleiders uit verschillende Amerikaanse steden zouden voortaan zo nu en dan bijeenkomen om disputen over territorium en zakelijke belangen op te lossen. Maar de fundamentele regel was leven en laten leven, laisser faire; het ongestructureerde, vrijemarktprincipe waarop 's lands legitieme zakenleven al sinds lange tijd berustte.
Het was Lansky die in een vroeg stadium begreep dat de wetten van het kapitalisme net zoveel op de misdaad als op de rest van de samenleving van toepassing waren. Dat betekende praktisch dat hij zijn zakenpartners adviseerde om het met drank verdiende kapitaal na de drooglegging in andere activiteiten, zoals gokken en onroerend goed, te investeren.
Lansky bleef in de Amerikaanse onderwereld redelijk onafhankelijk doordat hij organisatorisch en topografisch niet begrensd werd en om die reden buiten New York gemakkelijk nieuwe allianties kon aangaan met onder anderen Abner Zwillman in New Jersey, Moe Dalitz in Detroit en Paul Ricca in Chicago. Maar omdat hij eind jaren dertig steeds meer beschouwd werd als een soort van financial wizard, werd hij door verschillende maffiafamilies ook bewust in een neutrale positie gehouden. Een voorbeeld daarvan is Vincent Alo (1904-2001), lid van de familie Genovese, die jarenlang als liaison fungeerde tussen Lansky en de maffiafamilies van New York.
Op de achtergrond speelde Lansky ook een belangrijke rol in Luciano's criminele carrière, toen hij deel had in het beramen van de moord op Luciano's baas Joe Masseria in 1931. Het was een afgewogen Joods-Italiaanse afvaardiging die de moord pleegde: Siegel, Adonis, Vito Genovese en Albert Anastasia. Ook attendeerde hij Luciano op de plannen van een andere maffiabaas Salvatore Maranzano, die het voornemen had Luciano en Vito Genovese uit de weg te ruimen. Zij slaagden er ook in Maranzano te vermoorden waarmee de laatste traditionele maffialeider in New York uit de weg was geruimd.

## Gokactiviteiten
In de jaren dertig en veertig stond Lansky aan de wieg van de gokactiviteiten in Nevada, Florida, New York, New Orleans, de Bahama's en Cuba en was een belangrijk investeerder in Ben Siegels casino 'The Flamingo' in Las Vegas. Toen in 1931 Al Capone werd veroordeeld voor belastingontduiking begon Lansky met het overbrengen van zijn illegaal verworven kapitaal naar een Zwitserse bankrekening. Later zou hij zelfs een Zwitserse offshorebank kopen, om zijn witwaspraktijken op te zetten.
Siegels projecten in Las Vegas hadden geen succes, waarna Luciano de maffiabazen, inclusief Lansky, bijeenriep voor een geheime vergadering in Havana, zonder de aanwezigheid van Siegel. Terwijl de anderen het er over eens waren dat Siegel vermoord moest worden, steunde Lansky zijn vriend en zorgde ervoor dat Siegel een tweede kans kreeg. Enige tijd later, tijdens een tweede geheime vergadering over hetzelfde onderwerp bleek dat Siegels casino een kleine winst had gemaakt, waarmee Lansky opnieuw met succes kon pleiten voor het leven van zijn vriend. In 1947 werd Siegel uiteindelijk, na een derde vergadering, vermoord, ondanks het pleit van Lansky.

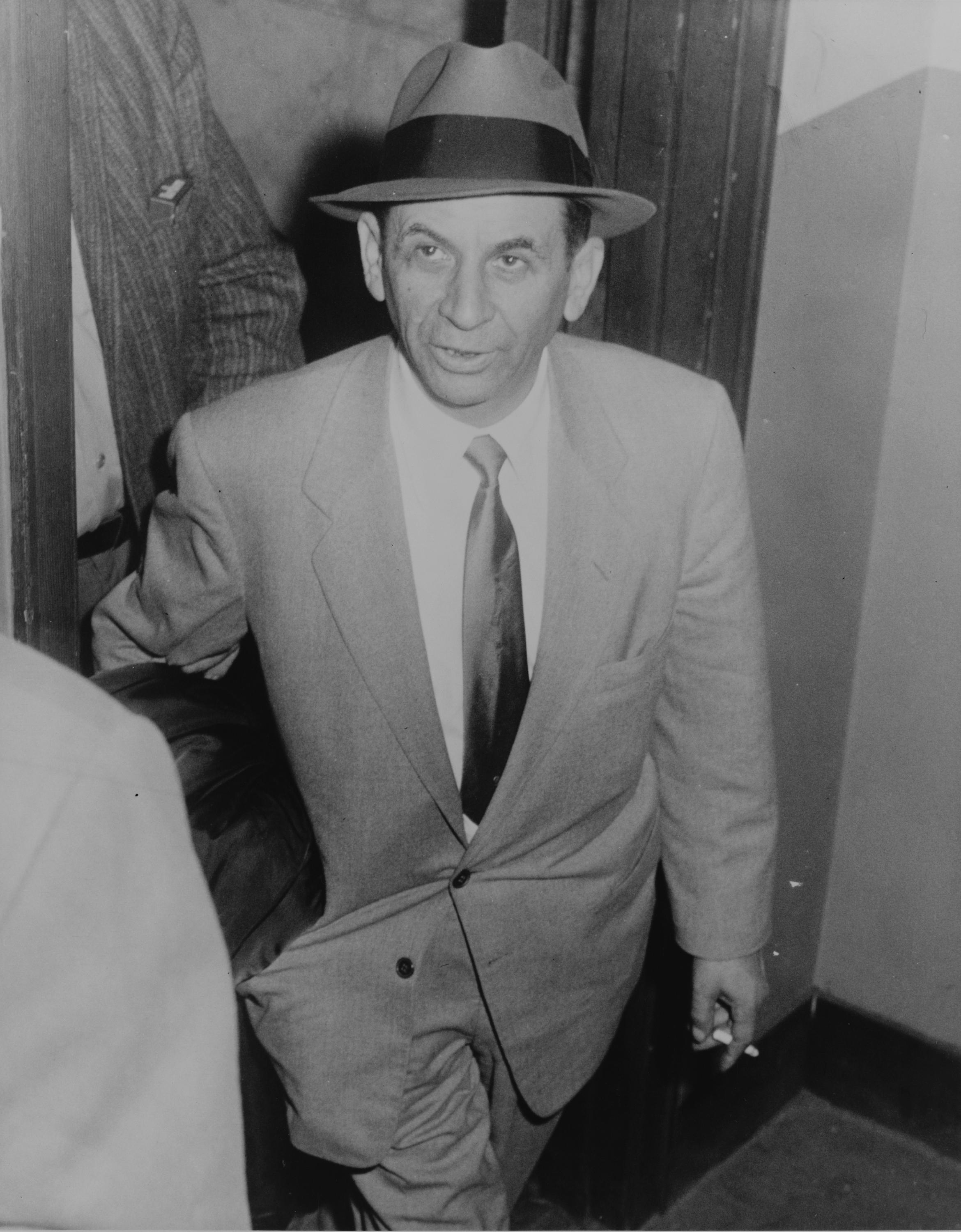
Meyer Lansky in 1958

## Latere jaren
Lansky investeerde in hotels en golfbanen en had zelfs gokactiviteiten in Londen en Amsterdam. Luciano was niet erg gelukkig met het feit dat Lansky meer geld verdiende dan hij, maar kon er vanuit zijn Italiaanse ballingsoord en zijn slechte gezondheid weinig aan doen.
In de jaren zeventig werd Lansky beschuldigd van belastingontduiking. Hij vluchtte naar Israël, waar hij drie jaar woonde voordat hij werd opgespoord en teruggebracht naar de Verenigde Staten.
Lansky overleed op 15 januari 1983 aan longkanker, Hij werd begraven op Mount Nebo Memorial Gardens in Miami.
Officieel heeft Lansky nooit het grote vermogen van 300 miljoen nagelaten, dat in veel boeken en publicaties is genoemd. Het is een fictief bedrag dat door schrijver Hank Messick in de wereld is geholpen, maar in schril contrast stond met Lansky’s financiële situatie in de laatste jaren van zijn leven. Lansky’s biograaf Robert Lacey concludeerde op basis van interviews met Thelma Schwartz-Lansky en overige leden van het gezin, dat er eerder sprake was van een gespannen financiële situatie, iets dat onder andere naar voren kwam in het niet kunnen betalen van voldoende gezondheidszorg voor zijn gehandicapte zoon Buddy. Ontmythologiserend was ten slotte ook het feit toen een rechter uit Dade County, Florida in 1983 het testament bekendmaakte aan de familie. Het officiële bedrag dat Lansky naliet, was 57.000 dollar. Geheel onbemiddeld liet Lansky zijn vrouw echter niet achter. Zijn goede vriend Vincent Alo bezocht een half jaar later de weduwe en overhandigde haar een bedrag van 125.000 dollar cash dat zij vervolgens investeerde in aandelen en obligaties.

## Lansky in films en televisieseries
- In de film The Godfather II (1974) stond Lansky samen met zijn mentor Arnold Rothstein, naar wie het personage deels vernoemd is, model voor het karakter Hyman Roth.
- In de televisieminiserie The Gangster chronicles (1981) was de rol van Michael Lasker, gespeeld door Brian Benben, gebaseerd op Lansky.
- In de film Once Upon a Time in America (1984) was de rol van David "Noodles" Aaronson, gespeeld door Robert De Niro, deels gebaseerd op Lansky.
- In de tv-miniserie Crime Story (1986) was de rol van Manny Wiesbord, gespeeld door Joseph Wiseman, gebaseerd op Lansky.
- In de film Havana (1990) wordt de rol van Meyer Lansky gespeeld door de acteur Mark Rydell.
- In de film Mobsters (1991) wordt de rol van Meyer Lansky gespeeld door Patrick Dempsey.
- In de film Bugsy (1991) over Benjamin Siegel wordt de rol van Meyer Lansky gespeeld door Ben Kingsley.
- In de televisiefilm Lansky (1999) wordt de rol van Meyer Lansky gespeeld door Richard Dreyfuss, Ryan Merriman (12-14 jr.) en Max Perlich (19-28 jr.)
- In de film Lost City (2005) wordt de rol van Meyer Lansky gespeeld door Dustin Hoffman.
- In de televisieserie Boardwalk Empire wordt de rol van Meyer Lansky gespeeld door Anatol Yusef.

## Verder lezen
- Lansky, Sandra / Stadiem, William – Daughter of the King, growing up in gangland.  New York: Weinstein Books, 2014
- Russo, Gus – Supermob: how Sidney Korshak and his criminal associates became America's hidden power brokers. New York: Bloomsbury, 2006
- Cohen, Rich – Tough Jews: Fathers, Sons, and Gangster Dreams. London: Vintage Books, 1999
- Rockaway, Robert A. –  But He Was Good to His Mother: The Lives and Crimes of Jewish Gangsters. Jerusalem: Gefen Publishing House, 1993.
- Summers, Anthony – Official and confidential: The secret life of J.Edgar Hoover. New York: Pocket Star Books, 1993

(over Lansky en de FBI en Lansky's chantage van Hoover) 
- Lacey, Robert – Little Man: Meyer Lansky and the Gangster Life. Boston: Little, Brown and Company, 1991.
- Fox, Stephen – Blood and Power: organized crime in twentieth-century America  New York: Penguin books, 1989
- Naylor, R.T. – Hot Money. Toronto: McClelland and Stewart, 1987

(over Lansky en Offshore banking en de 'loan back scam')
- Demaris, Ovid – The Boardwalk Jungle. New York: Bantam Books, 1986

(over Lansky's Atlantic Cityactiviteiten en Alvin Malnik)
- Stuart, Mark A. – Gangster: The Story of Longy Zwillman: the Man Who Invented Organized Crime. London: W.H. Allen, 1986
- Birmingham, Stephen – The rest of us. Boston: Little, Brown, 1984
- Joselit, Jenna Weisman – Our gang: Jewish crime and and the New York Jewish community 1900-1940. Bloomington: Indiana university press, 1983
- Fried, Albert – The Rise and Fall of the Jewish Gangster in America. New York: Holt, Rinehart and Winston, 1980.
- Eisenberg, Dennis / Dan, Uri / Landau, Eli – Meyer Lansky: Mogul of the mob. New York: Paddington Press, 1979
- A. Gosch, Martin / Hammer, Richard – The last testament of Lucky Luciano. New York: Dell Publishing, 1974
- Messick, Hank – Silent syndicate. New York: MacMillan, 1976  /Lansky. New York: G.P. Putnam's sons, 1971.
- Katcher, Leo – The big bankroll, life and times of Arnold Rothstein. New York, Da Capo press,1958
- B. Turkus, Burton / Feder, Sid – Murder Inc. New York: Farrar, Strauss and Young, 1952